# Municipio de Griffin (Dakota del Norte)
El municipio de Griffin (en inglés: Griffin Township) es un municipio ubicado en el condado de Stutsman en el estado estadounidense de Dakota del Norte. En el año 2010 tenía una población de 51 habitantes y una densidad poblacional de 0,55 personas por km².

## Geografía
El municipio de Griffin se encuentra ubicado en las coordenadas 46°40′2″N 99°7′24″O / 46.66722, -99.12333. Según la Oficina del Censo de los Estados Unidos, el municipio tiene una superficie total de 93.31 km², de la cual 93,01 km² corresponden a tierra firme y (0,32 %) 0,3 km² es agua.

## Demografía
Según el censo de 2010, había 51 personas residiendo en el municipio de Griffin. La densidad de población era de 0,55 hab./km². De los 51 habitantes, el municipio de Griffin estaba compuesto por el 100 % blancos. Del total de la población el 5,88 % eran hispanos o latinos de cualquier raza.